# Imperfetto nel greco antico
La pagina mostra l' imperfetto del greco antico, uno dei tempi del sistema verbale del greco antico.

## Desinenze verbali
Ai temi temporali del verbo eventualmente modificati da suffissi, infissi e vocali tematiche, sono aggiunte le desinenze, che indicano la persona, il numero, la diatesi e in parte il tempo. Le desinenze si distinguono in primarie, che si trovano nell'indicativo dei tempi principali (presente, futuro, parte del perfetto), nel congiuntivo di tutti i tempi, nella I persona singolare attiva degli ottativi uscenti in -οι e in -αι; poi le desinenze secondarie o storiche, che marcano la forma del passato, ricorrono all'indicativo dei tempi storici (imperfetto, aoristo, piuccheperfetto), ma caratterizzano anche l'ottativo di tutti i tempi, eccettuata la I persona singolare attiva degli ottativi in -οι-/αι, e gran parte delle II persone singolari attive dei presenti atematici.
Ciascun tipo di desinenza si distingue tra diatesi attiva e media. Le desinenze mediopassive sono sostanzialmente identiche sia per la flessione tematica che per l'atematica, esse servono a esprimere la voce passiva in quasi tutti i tempi. L'imperativo ha desinenze proprie, così pure il perfetto indicativo attivo nelle prime tre persone singolari (sia nel I debole, nel II forte e nel III fortissimo), mentre per il resto della coniugazione ricorre a quelle dei tempi principali. In alcuni casi, come nel presente contratto, ma anche nel futuro attico e dorico, le desinenze si fondono con la vocale tematica e non sono separabili, così sono dette "terminazioni".

## Desinenze attive

### Desinenze primarie o principali (tematiche)
- Desinenze primarie
  - Tematiche

Attivo
Singolare
- - I -(ω)
  - II -ις (in base alla vocale tematica, può essere preceduto dalle vocali ε-α-ο)
- III - ι (stessa cosa della II persona)

Duale
- II -τον
- III -τον

Plurale
- I -μεν
- II -τε
- III - *N°τι - la N sonante indoeuropea davanti a consonante ha esito di vocale, davanti a vocale il contrario. Per le desinenze atematiche della III persona plurale da esito α. Qui viene per assibilazione >νσι, con caduta successiva di ν davanti a sibilante > -σι(ν)

### Desinenze secondarie o atematiche
- - Desinenze atematiche attive

Singolare
- I - μι
- II -σι > ς, si riduce a solo sigma altrimenti sarebbe risultato uguale alla III singolare
- III -τι > con assibilazione in -σι

Duale
- II -τον
- III -τον

Plurale
- I -μεν
- II -τε
- III -N°τι > ᾱσι (-εντι)

- - Desinenze passive sia per i verbi tematici e atematici

Singolare
- I -μαι
- II -σαι (dopo vocale tematica si riduce in ῃ> ει onde evitare doppioni e confusioni con il congiuntivo)
- III -ται

Duale
- II -σθον
- III -σθον

Plurale
- I -μεθα (anche -μεσθα)
- II -εσθε
- III -νται (-αται per gli atematici con davanti consonante)

### Alcuni fenomeni di contrazione e di casi letterari
Nell'attivo della flessione tematica la I persona singolare non presenta una desinenza, ma la vocale tematica -ο- allungata, le desinenze della II e III singolare derivano da uscite atematiche *λυεσι, per la II in questo caso la caduta di sigma determinò l'aggiunta del sigma finale ς per differenziare la persona dalla III; questa probabilmente usciva in *λυετι, successivamente subì l'assibilazione e poi caduta del sigma, venendo come la si vede oggi. I dialetti dorici hanno per la I persona plurale la desinenza -μες, per l'indoeuropeo esistevano 3 forme alternanti apofoniche *-enti/ *-onti / *-nti, di quest'ultima si ha traccia solo nel verbo εἰμί. La desinenza generalizzata -ντι, presente nella III persona plurale del dorico, dà luogo a -νσι per assibilazione, con successiva caduta del ν e allungamento di compenso della vocale tematica; secondo altri questo ν sarebbe efelcistico o mobile, dato che appare alla fine della desinenza, non sempre.
Nell'attivo della flessione atematica, la desinenza -σι della II singolare ha lasciato traccia nell'allungamento εἶ (uguale alla II singolare presente di εἰμί), nata da un *εσ+σι > *εσι con caduta di sigma; presente anche nel verbo εἶμι <*εj+σι. Questo fenomeno del sigma è evidente soprattutto nel dialetto eolico, ossia in Saffo. Nella III singolare la forma -τι (εσ-τι) in genere passa a -σι per assibilazione; nella III plurale è probabile che dall'originario *-nti indoeuropeo con N° sonante vocalizzata in α, si inserisse o il ν efelcistico, risultando *-αντι, e dopo l'assibilazione in *-ανσι, con caduta del ν davanti a sibilante, sia risultato definitivamente in -αι con α allungata per compenso.

## Desinenze medio-passive
Le desinenze primarie mediopassive, con l'assenza della diatesi media tipica dell'aoristo e del futuro, sono comuni sia nella flessione tematiche che atematica, restano inalterate. Solo nella II singolare del presente tematico, dell'aoristo I debole e del IV cappatico si ha caduta di sigma intervocalico, e successiva contrazione *λυ-ε-σαι > λύεαι > λυῃ con lo iota sottoscritto, o anche λύει, con dittongo lungo chiuso, frequente a partire dal IV secolo a.C.. La I plurale in -μεσθα è molto antica, frequente in Omero e nell'attico arcaico, ridotta con caduta di sigma e allungamento di ε, e ripresa nella forma arcaica dagli scrittori ellenistici. Per la flessione atematica, Omero usa la III persona plurale in -ατι.
- Desinenze secondarie

Riguardano i tempi storici:
- - Attive tematiche

Singolare
- I -ν
- II -ς
- III -<*τ - la desinenza manca, e spesso

Duale
- II -τον
- III -την - spostamento dell'accento

Plurale
- I -μεν
- II -τε
- III -ν (nell'imperfetto) - εν(*τ)

Le desinenze secondarie divergono dalle primarie in pochi punti, nell'attivo la I singolare che deriva dall'indoeuropeo *-m° sonante, nella coniugazione tematica viene in -ν, nell'atematica è sempre -ν dopo vocale, e α dopo consonante, esempio nell'aoristo I di λύω si ha ἔλῡσᾰ anziché la forma dell'imperfetto ἔλυον. L'α ricorre anche nell'imperfetto di εἰμί, la desinenza della II singolare -ς è probabilmente quella che ricorre nei presenti atematici attivi, mentre (σ)θα mostra una derivazione dal perfetto. La desinenza consonantica della III plurale, dall'originaria alternanza indoeuropea *-enti/*-onti/*-nti, la forma *nt nella flessione tematica diventa -ν per caduta di dentale, frequente nell'imperfetto, che ha la III plurale uguale alla I singolare nell'attivo, mentre per *-onti non ci sono attestazioni in attico, mentre -εν (con caduta di dentale finale), caratterizza la III dell'ottativo (λύοιεν).
Nella flessione atematica si è generalizzata una desinenza in -σαν, in origine usata nell'aoristo I, ma poi esteso anche nell'aoristo III e IV. Nel mediopassivo le desinenze secondarie sono quasi uguali nei due tipi di flessione, la desinenza -σο della II singolare ha fenomeni analoghi alla corrispettiva desinenza primaria, cioè con la caduta di sigma (nella coniugazione tematica dell'imperfetto, dell'aoristo II e IV cappatico), con tale caduta si ha contrazione *ἐλυ-ε-σο >*ἐλεο > ἐλύου; anche se nell'imperfetto atematico si usa il -σο normalmente, come ἐδίδοσο.

### Formazione dell'imperativo
Le desinenze dell'imperativo tematico e atematico differiscono poco. Le forme della III persona plurale attiva e mediopassiva sono sempre in -τωσαν (forma abbreviata -ντων) per l'attivo, e -σθωσαν per il mediopassivo, forme attestate a partire dal V secolo a.C., e affermatesi nella koinè, sarebbero nate dall'aggiunta della desinenza secondaria di -σαν a quelle della III singolare dell'imperativo. Nel duale sia attivo che medio la II persona con vocale breve, identica all'uscita dell'indicativo, si oppone alla III, con la vocale allungata. Le II persone plurali sia attive che mediopassive sono identiche alle rispettive uscite dell'indicativo.
Diversità evidenti sono riscontrabili nella II persona singolare in base all'incontro con la vocale tematica precedente nelle desinenze primarie, e in base ai tempi verbali. Nella flessione tematica la II singolare attiva non ha desinenza, ma la vocale tematica -ε (nel presente), con l'accento circonflesso per la legge del trocheo finale; nella flessione atematica invece c'è l'oscillazione -θι (per i verbi in -μι come ἵσθι /da εἰμί/  - il ι deriva dall'indoeuropeo *-dhi), talora anche il puro tema ῐ̔́στη al presente, per i verbi in -μι, o l'estensione della vocale tematica -ε, come nel caso dei verbi a tema raddoppiato δίδωμι: δίδου <*δι-δο-ε, oppure anche τίθει <*τιθε-ε.
La vocale tematica -ε per l'attivo appare anche nell'imperativo perfetto, quanto a II singolare, mentre per l'aoristo (flessione atematica) si usa la desinenza -ον nell'attivo.
Nella II persona singolare mediopassiva, per l'aoristo I sigmatico si trova la desinenza -αι (*σαι con caduta di sigma intervocalico), la desinenza -ου con accento circonflesso, per l'aoristo II forte, e -θι per l'aoristo III fortissimo. Nel caso speciale dei 3 verbi dell'aoristo IV cappatico, per la diatesi attiva nella II singolare si ha la desinenza -ς, per la media la desinenza -ου con accento circonflesso, derivata probabilmente da *-σο con caduta di sigma e successiva contrazione. Per l'aoristo passivo con il suffisso -θη, per la II singolare si usa la desinenza -τι, mentre le altre rimangono quelle della coniugazione attiva.
Imperativo attivo
- Singolare
  - II - ε -θι -ς -ον
  - III - τω
- Duale
  - II -τον
  - III - των
- Plurale
  - II - τε
  - III - ντων, -τωσαν

Imperativo mediopassivo
- Singolare
  - II -σο -(σ)αι
  - III -σθω

- Duale
  - II -σθον
  - III -σθων

- Plurale
  - II -σθε
  - III -σθων - σθωσαν

### Formazione del congiuntivo e dell'ottativo
Il congiuntivo per tutti i tempi sia nella flessione tematica che atematica, è caratterizzato dall'allungamento della vocale tematica -ο del presente. Per analogia, anche nelle coniugazioni atematiche, il congiuntivo ha esteso questa coniugazione a tutti i tempi, e naturalmente nella coniugazione non presenta l'aumento nell'aoristo, mentre per il perfetto passivo, si realizza con la resa al participio mediopassivo del tema, con l'aggiunta del congiuntivo del verbo εἰμί. Per l'aoristo passivo, il congiuntivo si coniuga sempre con l'allungamento della vocale tematica, nella forma attiva.
Nella diatesi attiva e passiva dei verbi contratti, naturalmente avviene la contrazione dell'accento, rispettando anche la legge degli esiti dell'incontro tra le diverse vocali.
Diatesi attiva
- Singolare
  - I -ω
  - II -ῃς (ῳς - ᾳς) -οις, dall'incontro della vocale tematica -ο + ῃς
  - III -ῃ (ῳ - ᾳ) -οι

- Duale
  - II -ητον (ῳτον - ᾳτον) -ουτον
  - III -ητον (ῳτον - ᾳτον) -ουτον

- Plurale
  - I -ωμεν
  - II -ητε
  - III -ωσι

Diatesi media
- Singolare
  - I -ωμαι
  - II -ῃ (ᾳ)
  - III -ηται (ᾳται)

- Duale
  - II -ησθον (ασθον / ῳσθον)
  - III - ησθον (ασθον / ῳσθον)

- Plurale
  - I -ωμεθα (ῳμεθα)
  - II -ησθε (ῳσθε)
  - III -ωνται

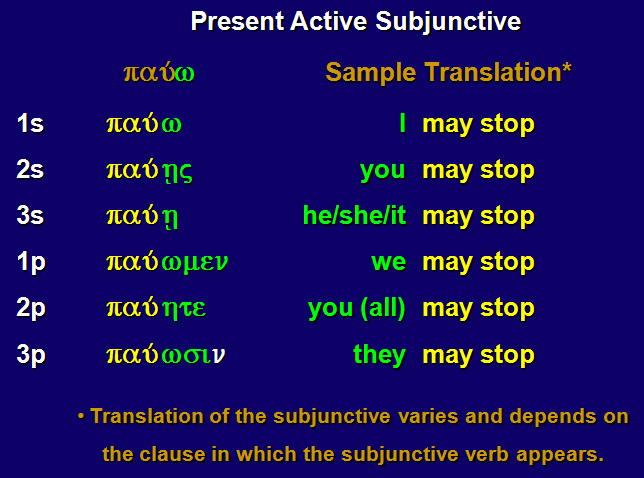
Il presente attivo indicativo e congiuntivo di παύω

La diatesi media atematica rispecchia le desinenze di quella tematica.
Stessa cosa può dirsi per l'ottativo, caratterizzato dal suffisso -οι + desinenza, sia nell'attivo che medio, mentre per i verbi atematici in -μι si ha il suffisso -ιη + desinenza nell'attivo, e nel medio il suffisso -ι lungo + desinenza.
Diatesi attiva tematica
- Singolare
  - I -οιμι
  - II -οις
  - III -οι

- Duale
  - II -οιτον
  - III -οιτην

- Plurale
  - I -οιμεν
  - II -οιτε
  - III -οιεν

Diatesi attiva atematica
- Singolare
  - I -ίην
  - II -ίης
  - III -ίη

- Duale
  - II -ῖτον
  - III -ίτην

- Plurale
  - I -ῖμεν
  - II -ῖτε
  - III -ῖεν

Per la coniugazione atematica dei verbi in -μι si usa il Tema verbale ad apofonia ridotta, esempio φήμι (tema verbale φη-φα si rende ad esempio la I singolare dell'ottativo φαίην)
Diatesi media
- Singolare
  - I -οίμην
  - II -οῖο (doveva avere un sigma intervocalico, poi caduto con allungamento)
  - III -οῖτο

- Duale
  - II -οῖσθον
  - III -οίσθην

- Plurale
  - I -οίμεθα
  - II -οῖσθε
  - III -οῖντο

La diatesi media è uguale sia per i verbi tematici che atematici. Inutile dire che anche l'ottativo come il congiuntivo, nei tempi storici non presenta l'aumento. Nel caso dell'ottativo perfetto passivo, esso come il congiuntivo, si forma con il participio passivo declinato in singolare, duale e plurale, + l'aggiunta del verbo εἰμί nella coniugazione dell'ottativo.

## L'imperfetto
Definito dagli antichi un "passato non compiuto", proietta nel passato l'aspetto durativo dell'azione al presente, da cui si forma, solitamente in italiano si traduce con l'imperfetto, o anche con un participio o un passato prossimo. Ha solo il tempo indicativo come il piuccheperfetto, e rende oltre l'aspetto anche il tempo. Il tema del presente con il suo aspetto è sufficiente per esprimere gli altri modi.
|                | τίθημι     | ἵστημι     | δίδωμι     |
| -------------- | ---------- | ---------- | ---------- |
| 2. pers. sg.   | τί-θε-σο   | ἵ-στα-σο   | δί-δο-σο   |
| 3. pers. sg.   | τι-θέ-σθω  | ἱ-στά-σθω  | δι-δό-σθω  |
| 2. pers. duale | τί-θε-σθον | ἵ-στα-σθον | δί-δο-σθον |
| 3. pers. duale | τι-θέ-σθων | ἱ-στά-σθων | δι-δό-σθων |
| 2. pers. pl.   | τί-θε-σθε  | ἵ-στα-σθε  | δί-δο-σθε  |
| 3. pers. pl.   | τι-θέ-σθων | ἱ-στά-σθων | δι-δό-σθων |

A marcare l'imperfetto è l'aumento, ma esso caratterizza tutti i tempi storici, come l'aoristo e il piuccheperfetto, ma solo nel modo indicativo, può essere sillabico o temporale:
- Sillabico: consiste nella vocale ε premessa al tema, che inizia in consonante, esempio ἔλῡον. Nell'indoeuropeo la ε dell'aumento era una forma autonoma di marcatore temporale, poi saldatasi nel verbo. Il raddoppiamento particolare di ῥ di ῥέω è sillabico, ma ha una caratteristica particolare, poiché la ῥ deriva da *ϝρ, si ha un'assimilazione regressiva e un raddoppiamento della liquida.

- Temporale: riguarda l'allungamento della vocale dei temi che iniziano con essa, o anche dittongo. Si chiama temporale perché aumenta la quantità prosodica della sillaba iniziale; per comprendere correttamente questo aumento, basta conoscere il tema e aggiungergli l'aumento -ε, tenendo a mente gli esiti vocalici dei diversi incontri nella contrazione.

Nella lingua omerica la presenza dell'aumento è facoltativa, legata per lo più a esigenze metriche, che in parte differiscono quanto a quantità della sillaba o della desinenza dai cosiddetti "piedi". Ad esempio un dittongo ha sempre valore lungo in metrica, mentre il dittongo della desinenza -αι nominativo plurale della I declinazione femminile, ha valore breve. Per queste esigenze metriche, in Omero e in altri poeti arcaici si trovano gli imperfetti senza aumento, caratterizzati dal suffisso incoativo -σκ.
Per i verbi composti o con un prefisso, l'aumento si inserisce tra il preverbio e il verbo, esempio συλλέγω = συνέλεγον. Nelle particelle come απο, εκ, περί, l'esito è sempre quello dell'aumento -ε, che in certi casi di prefissi terminanti in vocale crea una contrazione, come in προβάινω > πρὀύβαινον. Solitamente per riconoscere il presente da un imperfetto, si isola l'aumento, se è temporale, si tende a ridurre il valore della vocale, oppure risalendo al tema verbale. Alcuni verbi che iniziano in ἐ aspirata hanno l'aumento in -ει anziché in -η, poiché le radici derivano dalla presenza di un ϝ che venne a incontrarsi con -εσ dell'aumento; un esempio è il verbo comune ἔχω =  εἶχον > *σεχω.
Per i verbi in -μι, si segue il modello dell'imperfetto di ἵστημι =  ῑ̔́στην, salvo alcuni casi come δύναμαι che può avere l'aumento sia in -ε che -η.
Un esempio di verbo in -ω
|              | Attivo (Scioglievo) | Medio-Passivo (Scioglievo per me me, Mi scioglievo, Ero sciolto) |
| ------------ | ------------------- | ---------------------------------------------------------------- |
| 1ª singolare | ἔλυ-ον              | ἐλυό-μην                                                         |
| 2ª singolare | ἔλυ-ες              | ἐλύ-ου (<*ἐλύεο <*ἐλύεσο)                                        |
| 3ª singolare | ἔλυ-ε               | ἐλύε-το                                                          |
| 2ª duale     | ἐλύε-τον            | ἐλύε-σθον                                                        |
| 3ª duale     | ἐλυέ-την            | ἐλυέ-σθην                                                        |
| 1ª plurale   | ἐλύο-μεν            | ἐλυό-μεθα                                                        |
| 2ª plurale   | ἐλύε-τε             | ἐλύε-σθε                                                         |
| 3ª plurale   | ἔλυ-ον              | ἐλύο-ντο                                                         |

Per i verbi in -μι si hanno varie possibilità di soluzioni nella contrazione della vocale della radice con la desinenza dell'imperfetto:
δίδωμι
|              | Indicativo attivo             | Indicativo mediopassivo     |
| ------------ | ----------------------------- | --------------------------- |
| 1ª singolare | ἐδίδουν (<*ἐδίδοον <*ἐδίδωον) | ἐδιδόμην                    |
| 2ª singolare | ἐδίδους (<*ἐδίδοες <*ἐδίδωες) | ἐδίδου (<*ἐδίδοο <*ἐδίδοσο) |
| 3ª singolare | ἐδίδου (<*ἐδίδοε <*ἐδίδωε)    | ἐδίδοτο                     |
| 2ª duale     | ἐδίδοτον                      | ἐδίδοσθον                   |
| 3ª duale     | ἐδιδότην                      | ἐδιδόσθην                   |
| 1ª plurale   | ἐδίδομεν                      | ἐδιδόμεθα                   |
| 2ª plurale   | ἐδίδοτε                       | ἐδίδοσθε                    |
| 3ª plurale   | ἐδίδοσαν                      | ἐδίδοντο                    |

τίθημι
|              | Indicativo attivo                      | Indicativo mediopassivo |
| ------------ | -------------------------------------- | ----------------------- |
| 1ª singolare | ἐτίθην                                 | ἐτιθέμην                |
| 2ª singolare | ἐτίθεις (<*ἐτίθεες <*ἐτίθηες) / ἐτίθης | ἐτίθεσο                 |
| 3ª singolare | ἐτίθει (<*ἐτίθεε <*ἐτίθηε) / ἐτίθη     | ἐτίθετο                 |
| 2ª duale     | ἐτίθετον                               | ἐτίθεσθον               |
| 3ª duale     | ἐτιθέτην                               | ἐτιθέσθην               |
| 1ª plurale   | ἐτίθεμεν                               | ἐτιθέμεθα               |
| 2ª plurale   | ἐτίθετε                                | ἐτίθεσθε                |
| 3ª plurale   | ἐτίθεσαν                               | ἐτίθεντο                |

φημί
|              | Indicativo attivo |
| ------------ | ----------------- |
| 1ª singolare | ἔφην              |
| 2ª singolare | ἔφησθα / ἔφης     |
| 3ª singolare | ἔφη               |
| 2ª duale     | ἔφατον            |
| 3ª duale     | ἐφάτην            |
| 1ª plurale   | ἔφαμεν            |
| 2ª plurale   | ἔφατε             |
| 3ª plurale   | ἔφασαν            |

Da notare qui, come in ἵστημι, l'alternanza vocalica delle prime tre persone del singolare, e le altre tre del plurale e le due del duale, che presentano grado allungato e grado zero.